# Roldano Simeoni
Roldano Simeoni (ur. 21 grudnia 1948 w Civitavecchii) – włoski piłkarz wodny, srebrny medalista olimpijski z Montrealu.
Trzykrotnie uczestniczył na letnich igrzyskach olimpijskich (IO 1972, IO 1976, IO 1980). Na igrzyskach w Montrealu w 1976 roku wraz z kolegami zdobył srebrny medal. Zagrał wtedy w 8 meczach, zdobywając 3 bramki. 